# Pibeand
Pibeand (Anas penelope) er en mellemstor svømmeand, der tilhører familien af egentlige andefugle og den kendes bl.a. på sit pibende fløjt. Pibeanden er en meget sjælden ynglefugl i Danmark. Arten blev første gang videnskabeligt beskrevet af Carl von Linné i hans Systema Naturae 1758 med dets nuværende latinske navn.

## Kendetegn
Hovedpartiets form er karakteristisk med et stort rundt hoved og et ret kort næb, en høj pande og rund isse/nakke på en ret kort og kraftig hals. Den er en mellemstor svømmeand, lidt mindre end en gråand. Pibeanden har en kropslængde fra 41 til 51 cm, vingefang fra 75 til 86 cm og en vægt fra 500 til 900 gram. Den kan leve i op til 15 år. I hannens sommerdragt er hovedet rustrødt med en lysende gul blis. I flugten kendes hannerne på store, hvide felter på overvingen. Hunner og juvenile er mere anonyme i fjerdragten, de varierer fra gråt til mere varmt brunt og har typisk en mørk tegning ved øjet. Flyvende ses hos alle fugle et afgrænset hvidt bugfelt.

### Kald
Hannens pibende fløjt har givet arten sit navn på flere sprog. Hannen indleder ofte sit korte, skarpe pibende wiu-råb med et krr krkrkrr. Wiu-råbene høres også om natten og er et typisk tegn på artens tilstedeværelse. Karakteristisk for hunnen er hårde rattende, rerr og war-warrr råb, som kan høres i forskellige variationer. Flyvende pibeænder kendes på deres høje, pibende vingestøj.

### Forveksling
Pibeand kan forveksles med amerikansk pibeand, der dog kun er set få gange i Danmark.

## Forekomst
Pibeanden er udbredt i de nordlige dele af Europa og Asien, fra Island til Beringstrædet, hvor den holder til i åbne vådområder og yngler ved lavvandede søer og ved kysten. I Europa er pibeanden en regelmæssig ynglefugl i Skotland, Nordengland, Norge, Nordsverige, Nordfinland og Kolahalvøen. Den yngler også uregelmæssigt i Wales og i Østengland. I det nordlige Centraleuropa er den en sjælden ynglefugl. Enkelte fugle yngler i Holland, i Nordtyskland og i Polen. De europæiske bestande overvintrer i Nordvesteuropa og ved Middelhavet. Arten overvintrer i øvrigt i Østafrika, Centralasien og Indokina.
I Danmark yngler pibeanden meget sjældent. Siden ca. 1960 har den af og til ynglet i Vejlerne og ved Vadehavet. Oversomrende pibeænder, der ikke yngler, forekommer over hele landet. Den ses især ved lavvandede kyster, strandenge og søer. Den er regnet som kritisk truet på den danske rødliste 2019.
Pibeanden er en almindelig trækgæst i september-november og igen i marts-april. I Vadehavet er der talt op til 320.000 fugle. I milde vintre overvintrer en del pibeænder desuden i Danmark.
Pibeænderne raster i Danmark hovedsageligt i Vadehavet, Ringkøbing Fjord, Nissum Fjord og Vejlerne.

## Forplantning
Pibeanden er kønsmoden i en alder af ca. 2 år. De danner for det meste par ved vinterens slutning, den egentlige yngletid er fra maj til juli. I deres nordlige yngleområder er tidspunktet afhængig af, hvornår tøen sætter ind.
Den bygger sin dunpolstrede rede på jorden, beskyttet af et tæt bunddække af vandplanter. Hunnen lægger normalt seks til ti æg, som har en længde på ca. 5 cm. Yngleperioden varer ca. 22 dage. I hele perioden holder hannen sig i nærheden af reden. Efter ca. 25 dage er æggene udruget. Kort efter at ællingerne er klækket, forlader de reden og følger moderfuglen ud i vandet. Efter ca. 45 dage er ællingerne flyvefærdige.

## Føde
Pibeandens ernæring består af vandplanter, som f.eks ålegræs og alger. De ses også ofte fouragerende på dyrkede marker med vinterafgrøder. De bruger hvert døgn ca. 15 timer til at finde de ca. 400 gram føde, de har behov for. I områder hvor der kan forekomme mange insekter, som f.eks ved den islandske sø Mývatn og ved Kolahalvøen, er myg og andre insekter også en del af føden.

## Jagt
Fra 1. september til den sidste dag i december må pibeænderne i Danmark jages, og det årlige jagtudbytte er ca. 30.000 fugle. Danske jæger benævner ofte andrikken for brunnakke.

## Galleri
|                                                                            |
| - Pibeand-par, i forgrunden hunnen - Ælling i Oulu, Finland - Våd afføring |